# Krateros Macedoński
Krateros (gr.Κρατερός) – król Macedonii. Krateros zdobył władzę po zamordowaniu swojego poprzednika. Za rządów Archelaosa Krateros był uczniem w szkole chłopców królewskich (paziów). Według przekazów w zamian za spędzanie intymnych chwil z królem ten obiecał mu rękę jednej z jego córek. Gdy jednak Archelaos wydał swoją córkę za jednego z obcych monarchów, Krateros w zemście wraz z dwoma innymi paziami żywiącymi również żal do Archelaosa zabili króla podczas polowania. Według innej wersji Krateros zabił króla podczas polowania całkowicie przypadkowo. Po obwołaniu się królem nie zdołał jednak uzyskać dostatecznego poparcia i po czterech dniach został zamordowany. Po jego śmierci tron objął maleńki syn Archelaosa, Orestes.